# ブナ属
ブナ属（Beech）はブナ科の落葉性広葉樹で、10種が存在する。ヨーロッパ、アジア、北アメリカの温帯に自生する。学名は、ラテン語でブナを意味する Fagus（ファーグス）がそのまま採用されている。ブナの実はbeech-mastと呼ばれる。

## 概要
葉には全体に、あるいはまばらに鋸歯があり、長さ5-15cm、幅4-10cmである。花は小さく単性で、雌花は対になって生じ、雄花は風媒の尾状花序である。花は春、新しい葉が現れた直後に咲く。樹皮は滑らかで明るい灰色である。果実は小さく、10-15mmの三角形の木の実が、15-25mmの柔らかいとげを持つ殻の中にできる。木の実は、タンニンを多く含むためどんぐりと同じくらい苦いが、食べることができる。ブナ属の多くの葉は緑色だが、赤色の葉の種類（fagus silvatica）もある。
ブナ属は、酸性でも塩基性でも様々な土壌で生育する。樹冠は密度が濃く、その下の地表は落ち葉に覆われ、その下の植物相は希薄なこともある。
北アメリカでは、サトウカエデとともにブナ-カエデ極相を形成する。
ナンキョクブナ属は以前はブナ属と近縁だと考えられていたが、現在ではナンキョクブナ科という別の科に分類されている。オーストラリア、ニュージーランド、ニューギニア、ニューカレドニア、アルゼンチン、チリ等で見られる。

## 利用
ブナ材は優れた薪で、簡単に割ることができ、明るいが穏やかな炎で長時間燃え続ける。ブナのチップは、バドワイザーのビールの清澄剤として用いられる。ブナの丸太は、ドイツのラオホビアの麦芽を乾燥させるために燃やされ、独特の香りを付ける。またスモークチーズの燻製にも用いられる。
ブナ材は、湿度が変化する環境では寸法が安定しないため、家具に用いられることはあまりない。しかし、この性質を活かしてジョイントとして用いられることがある。
ブナで製作されたドラムセットは、ドラムによく用いられる木材であるカエデとカバノキの間くらいの音を出すとされている。
またブナのパルプは、モダール（モーダル）として知られる繊維の原料となる。またビストロという色素の原料にもなる。
ブナの果実は、秋に地面に落ちるとげのついた外殻の中で見つかる。小さく三角形で、渋い苦みがある。
ブナはドイツにおいて紙の発明以前に書写の道具としても用いられた。古英語のbōcや古ノルド語のbókは、beechという言葉に由来し、bookの語源となった。今日のドイツ語でもこの関係はみられ、本のことは'das Buch'、ブナのことは'Buche'と書かれる。

### 観賞品として
観賞品として育てられるブナとしては、ヨーロッパに自生し、北アメリカで広く栽培されているヨーロッパブナが有名である。その他にも多くの種が観賞用として栽培されている。
ヨーロッパブナの材木は固いが寸法が安定しない。1m3当たり約720kgあり、家具の骨組みやフローリング等に用いられている。

## ギャラリー

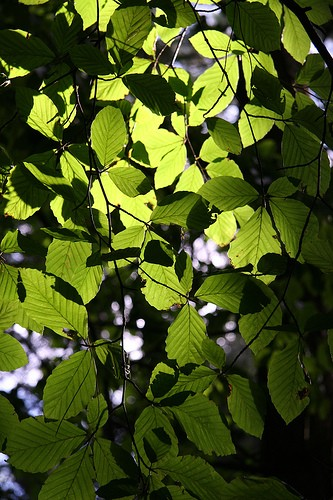
ヨーロッパブナの葉
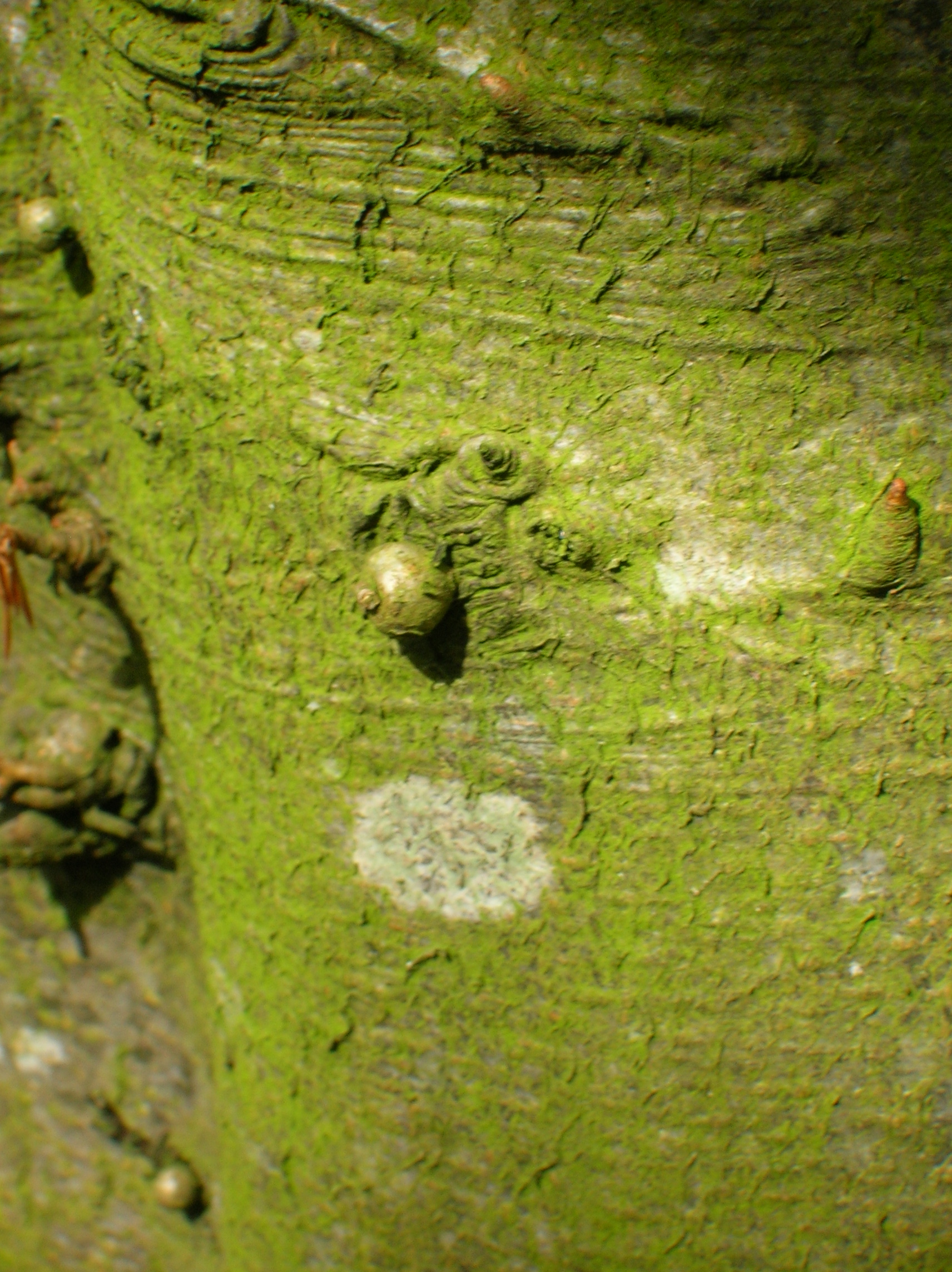
こぶのあるブナの樹皮
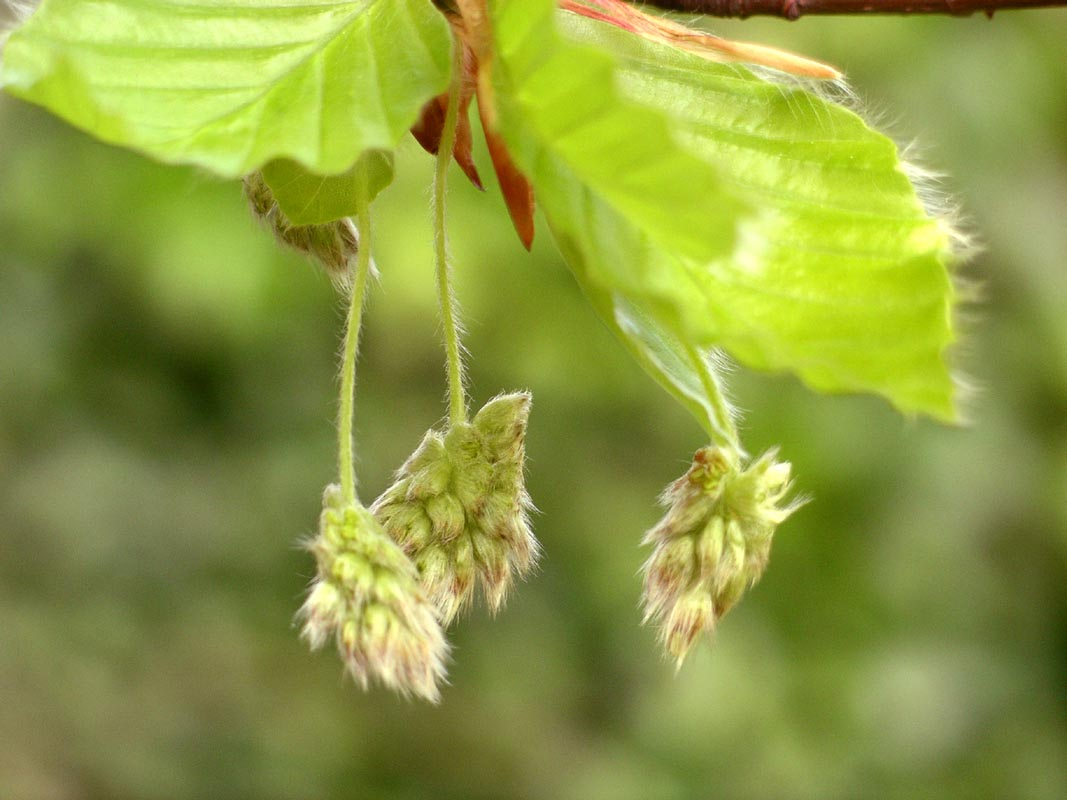
Fagus sylvaticaの花
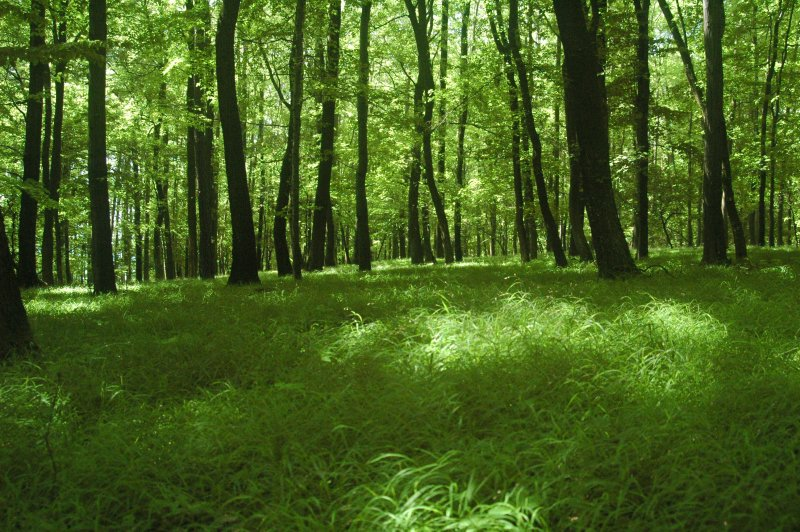
スロバキアのブナの森
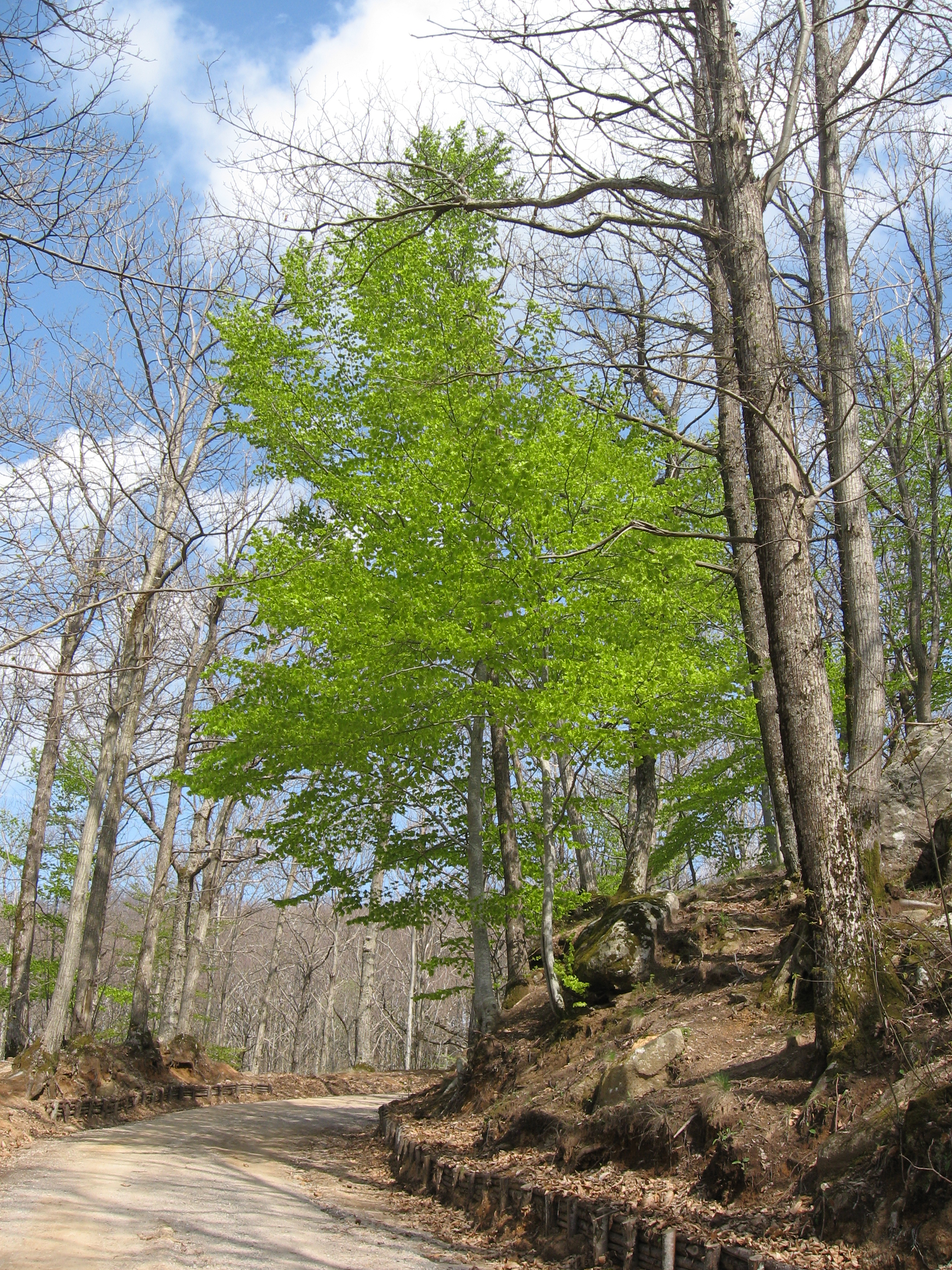
シエーナ県のFagus sylvatica
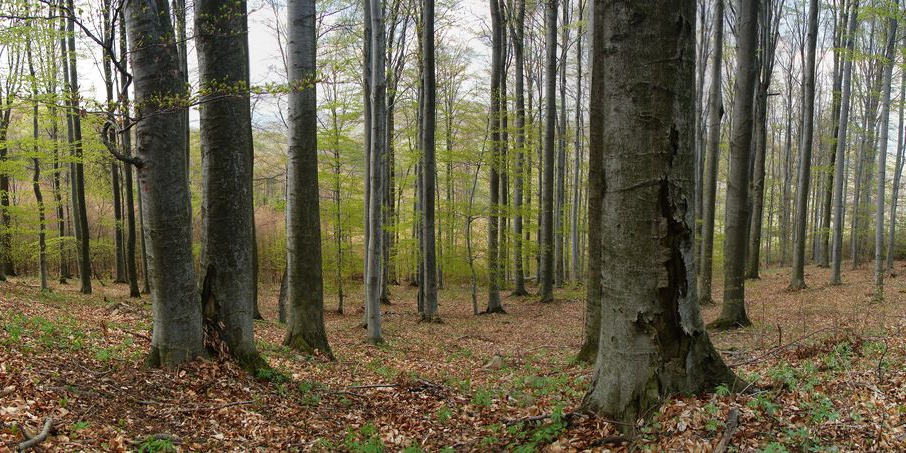
スロバキアのブナの森
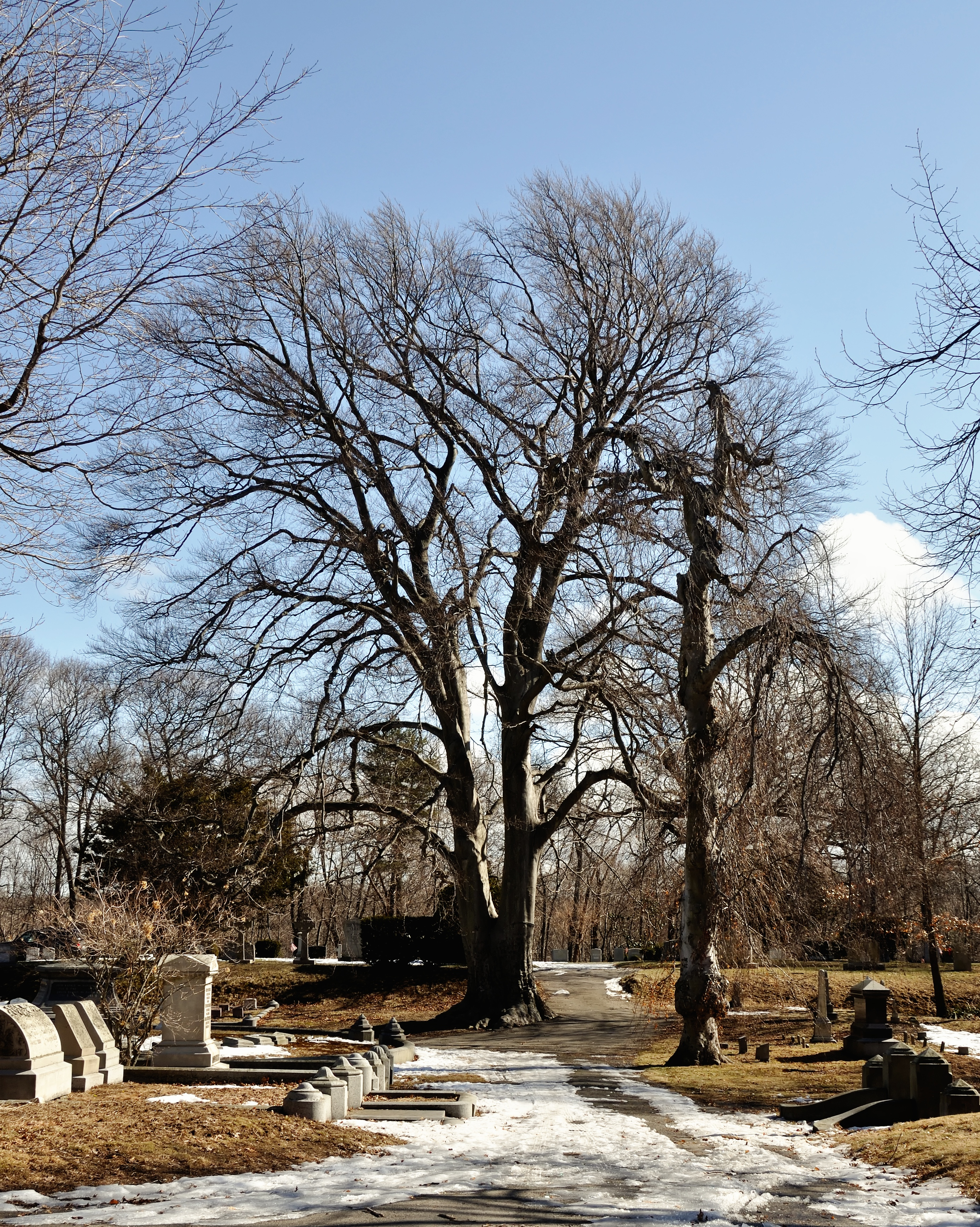
マサチューセッツ州のブナの木